# Sant Guim de Freixenet
Sant Guim de Freixenet (spanisch San Guim de Freixanet) ist eine spanische Gemeinde (municipio) mit 1.222 Einwohnern (Stand: 2024) im Nordosten Kataloniens. Die Gemeinde besteht neben dem gleichnamigen Hauptort aus den Ortschaften Amorós, El Castell de Santa Maria, Freixenet de Segarra, Melió, La Rabassa, Sant Domí, Sant Guim de la Rabassa und La Tallada sowie aus den Wüstungen Altadill und Palamós.

## Geographie
Sant Guim de Freixenet liegt etwa 60 Kilometer östlich von Lleida und etwa 65 Kilometer nordwestlich von Barcelona in einer Höhe von ca. 740 m.

## Einwohnerentwicklung
| 1900 | 1930 | 1950 | 1970 | 1981 | 1991 | 2001 | 2011 | 2021 |
| ---- | ---- | ---- | ---- | ---- | ---- | ---- | ---- | ---- |
| 536  | 1123 | 1206 | 1185 | 1070 | 1051 | 1018 | 1111 | 1059 |

## Sehenswürdigkeiten
- Burg von La Tallada aus dem 12. Jahrhundert
- Marienkirche von Freixenet
- Herz-Jesu-Kirche
- Jesuitenkonvent

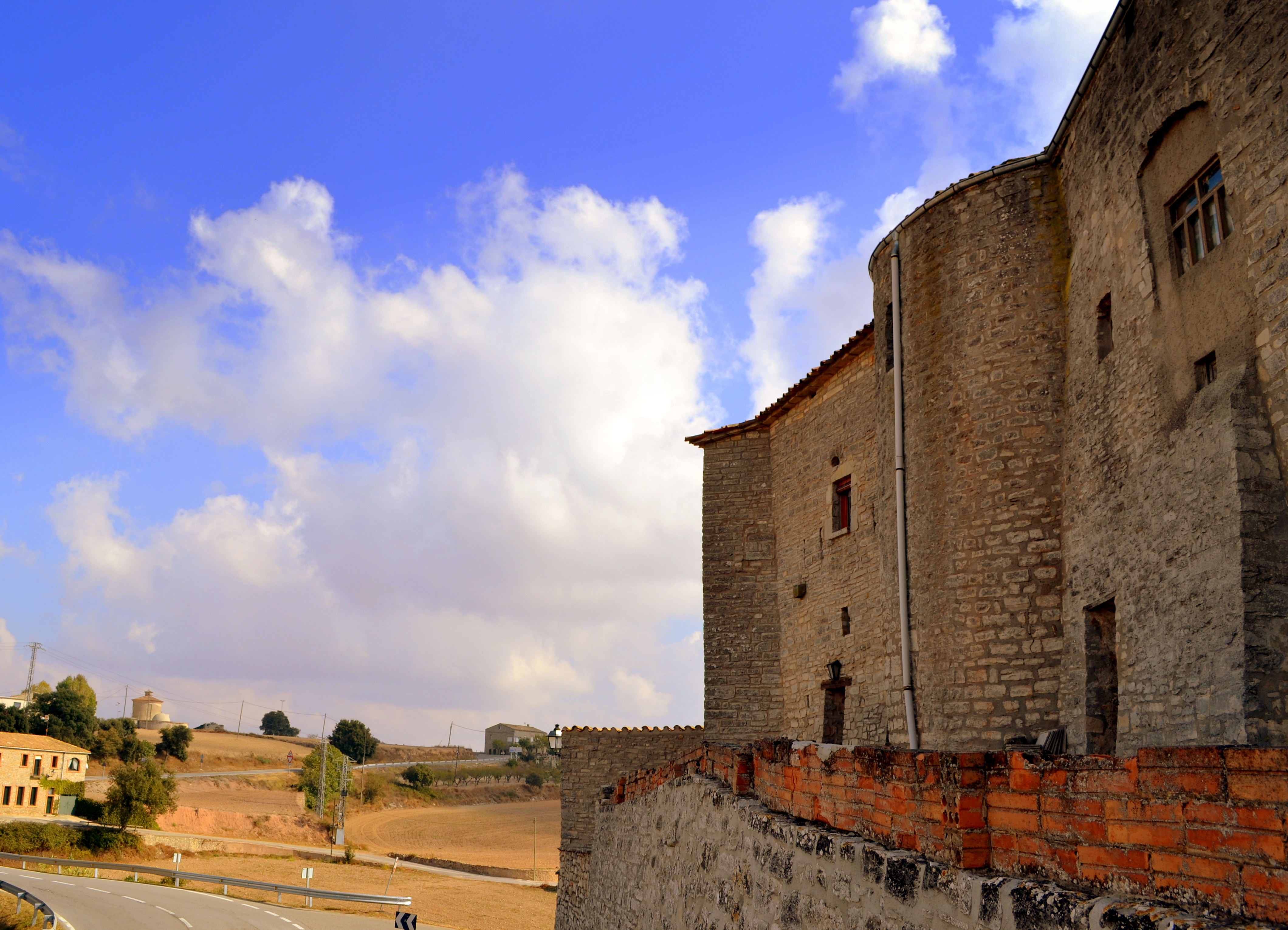
Burg von La Tallada
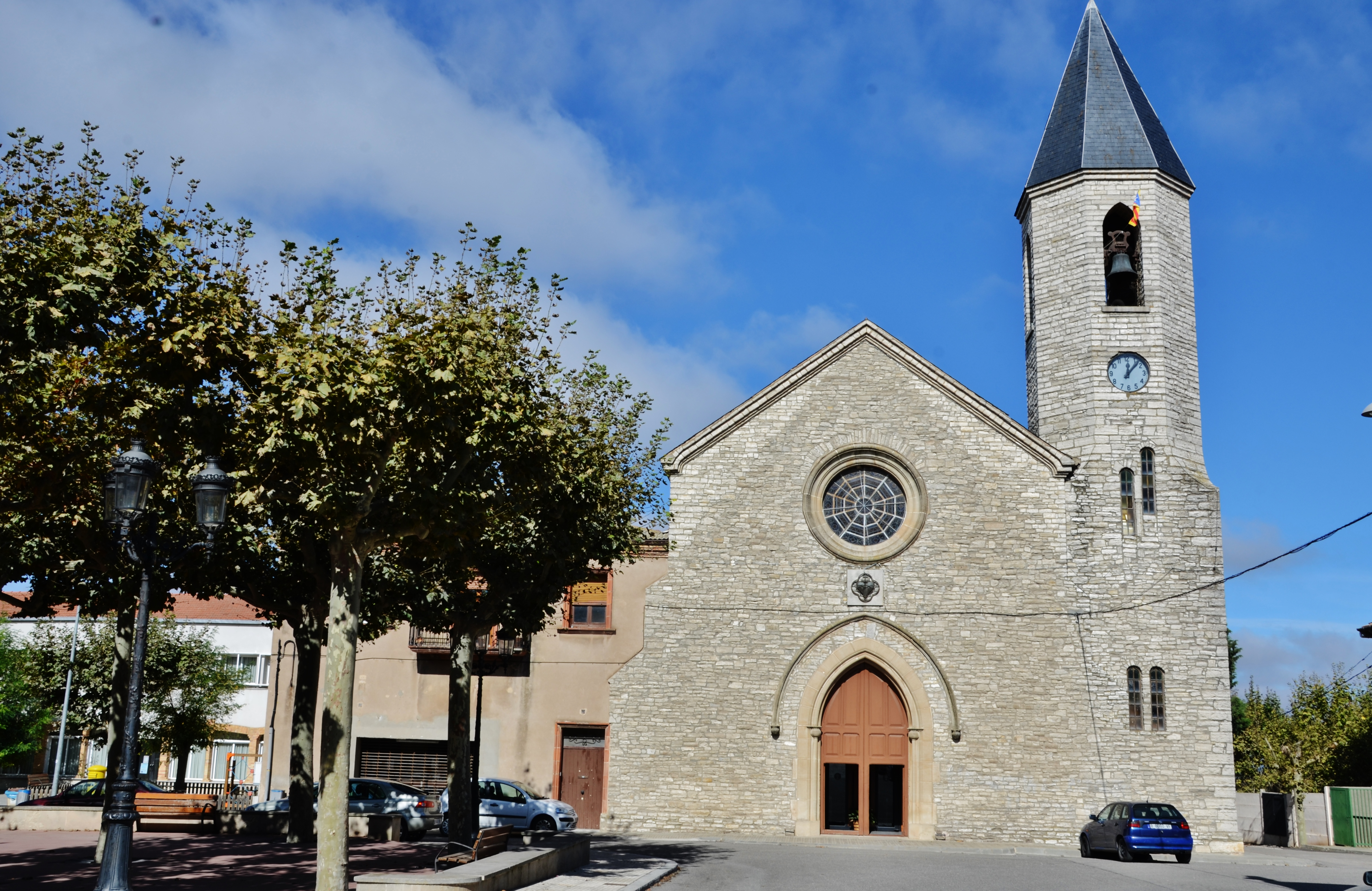
Herz-Jesu-Kirche
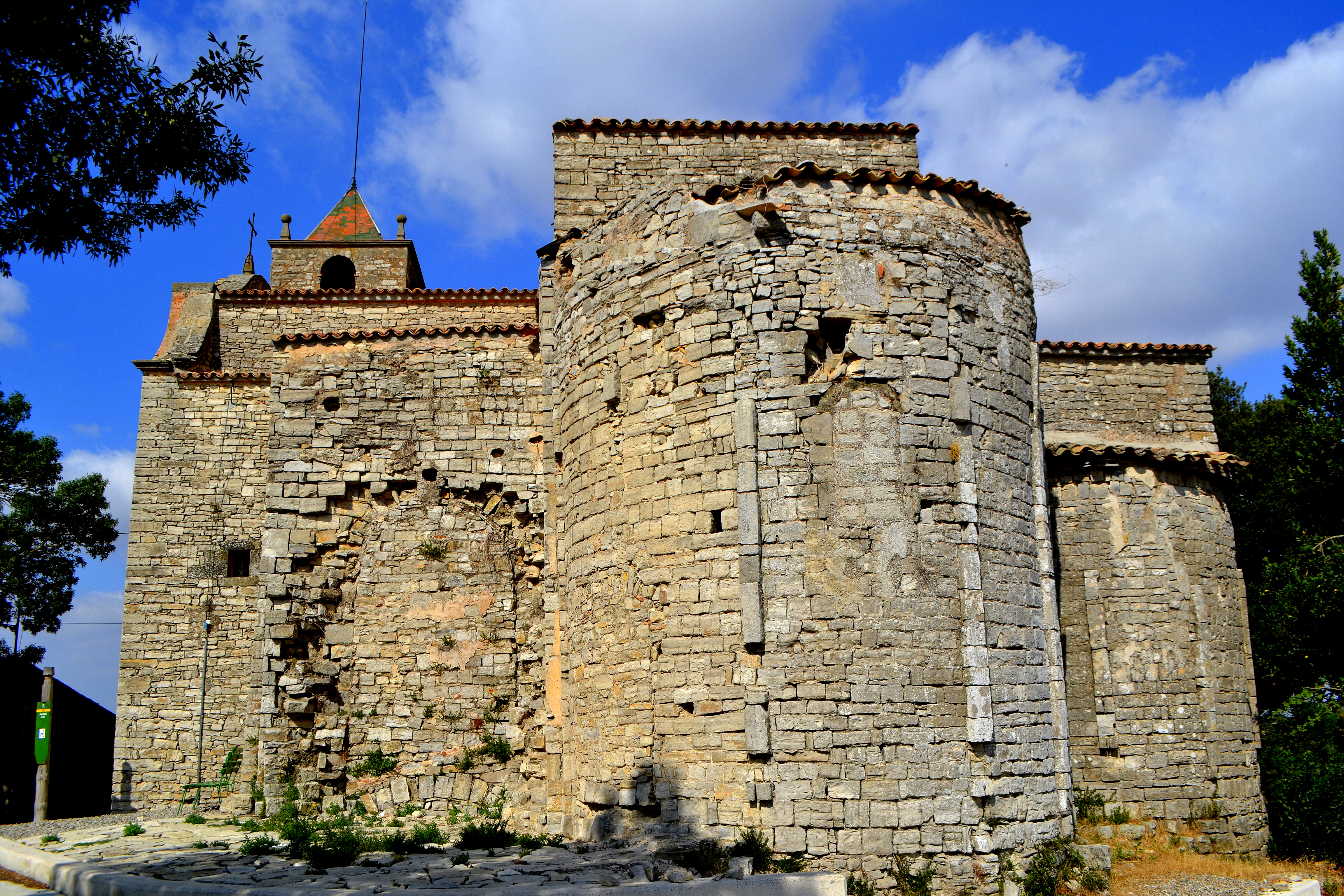
Marienkirche
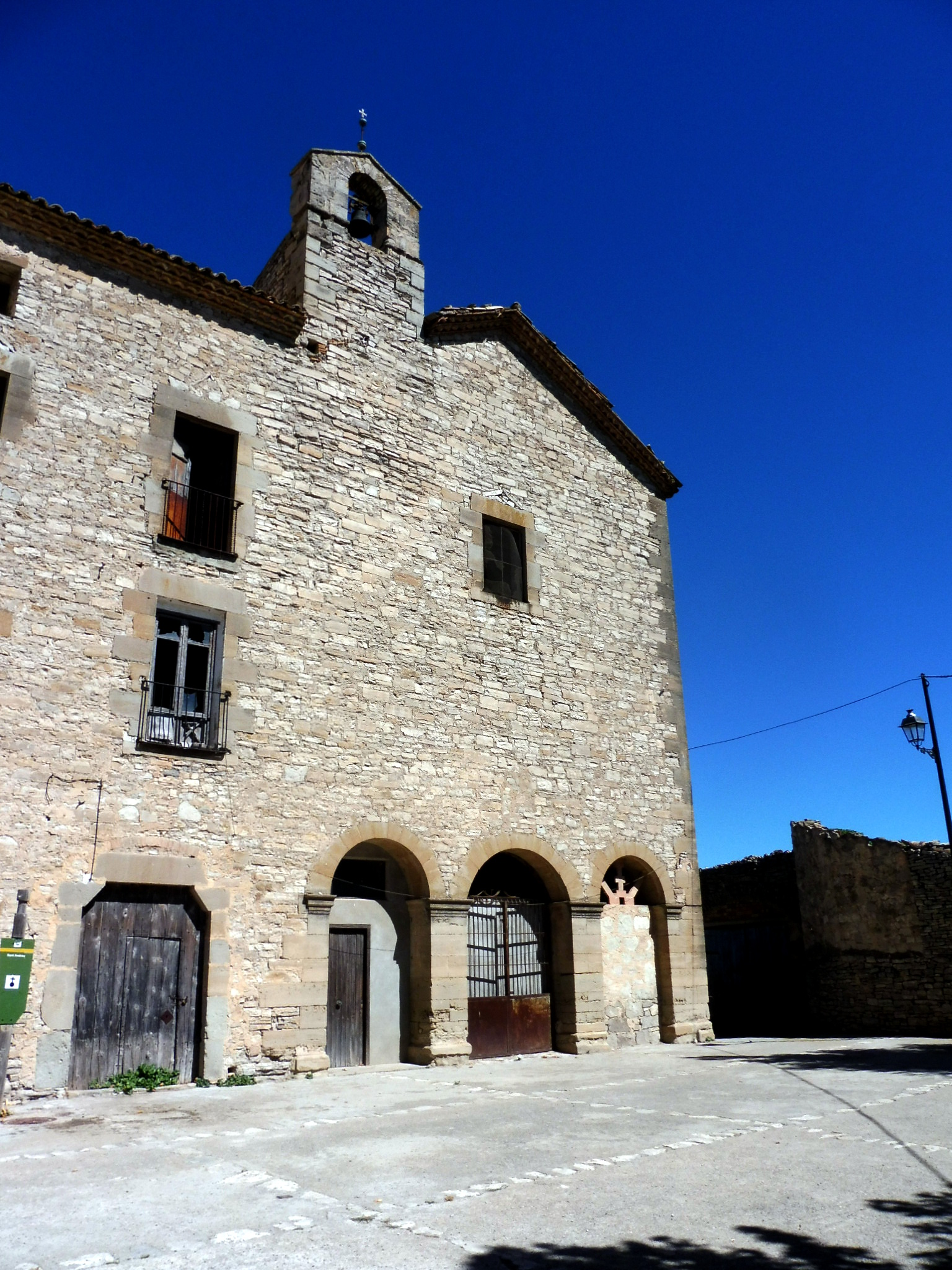
Andreaskonvent
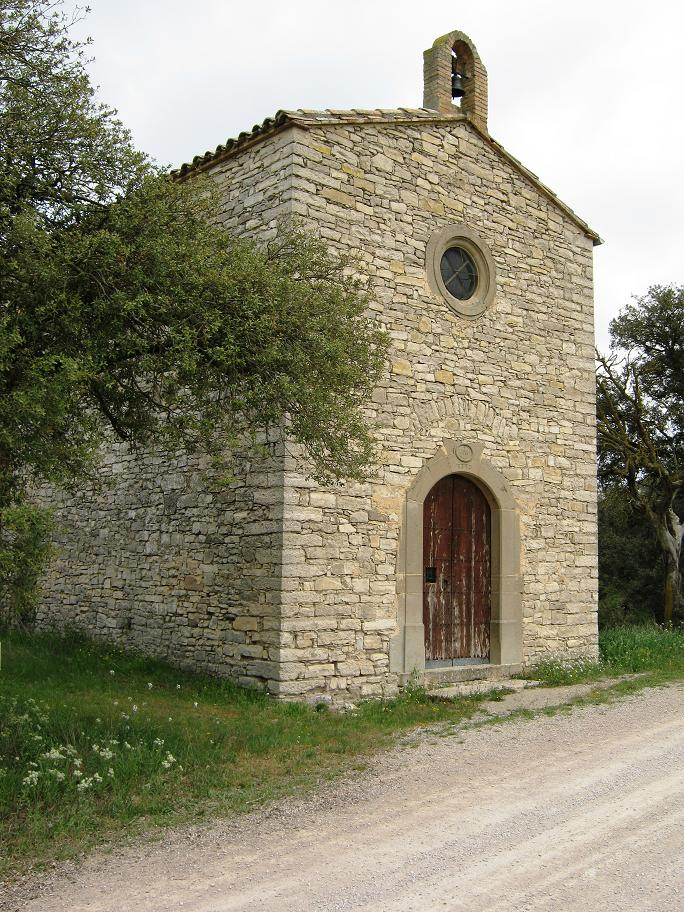
Salvatorkapelle